# Château de la Bousquétarié
Ne doit pas être confondu avec Manoir de la Bousquetarié.
Le château de la Bousquétarié est un château situé à Lempaut, dans le Tarn, en région Occitanie (France). Construit au XIXe siècle, c'est une demeure classique encadrée de deux tours.

## Historique

### Origine
Le château de la Bousquétarié daterait dans son état actuel de l'extrême fin du XVIIIe siècle, voire du début du XIXe siècle. Il appartient alors à la famille Pauthe, dont les membres sont notaires à Puylaurens.  
Peu d'archives ont été conservées, ce qui complique la datation, néanmoins, la structure générale de l'édifice et son plan laissent penser que la bâtisse actuelle provient d'un premier château construit à la fin du XVIIe siècle. 

### XIXeetXXesiècles
En 1835, le plan cadastral de la commune permet de dénombrer 45 ouvertures pour la demeure, dénombrement réalisé grâce à l'impôt sur les portes et fenêtres.  
Au cours de la seconde moitié du XIXe siècle, le château est de nouveau remanié, sans pour autant que sa physionomie ne soit modifiée. Le domaine devient ensuite une exploitation agricole, jusque dans la seconde moitié du XXe siècle. Vers 1925, il appartient toujours à la famille Pauthe, en la personne de Joseph Paute, ancien élève de l'école royale de Sorèze.  
En 2003, alors qu'il appartient à la municipalité de Lempaut, l'association culturelle du pays graulhétois se voit accorder le droit de réaliser son spectacle historique dans le parc de la Bousquétarié. Il appartient aujourd'hui à la famille Salier, apparemment descendante des Pauthe, et sert de chambres d'hôtes.

## Architecture
Le château de la Bousquétarié se compose d'un corps de logis rectangulaire sur trois étages, flanqué de deux tours larges tours carrées. De plus, à l'arrière du logis, un autre bâtiment, dont le toit le dépasse de quelques mètres, lui est accolé. La couverture du corps de logis est en simple tuile, alors que celle des tours et du bâtiment accolé est en ardoise. La façade du corps de logis comporte cinq travées, et on accède à l'entrée, placée dans la travée centrale, par un petit perron. Cette travée centrale présente des portes vitrées donnant sur des balustrades sculptées, là où les autres fenêtres sont de grandes baies. Au-dessus de la porte vitrée du second étage, un fronton finement sculpté est possiblement orné des armes de la famille Pauthe.
Le remaniement de la seconde moitié du XIXe siècle a surtout affecté les détails ornementaux, avec l'apparition, ou le changement, des frontons, balustrades et encadrements de fenêtres. De même, des oculi sont ajoutés sur les tours, et une galerie est ajoutée le long du toit du logis. L'intérieur a conservé des carreaux de ciment d'origine et des tapisseries de 1850.
Le domaine présente un parc de 7 hectares, ainsi que de nombreuses dépendances, souvent agricoles, avec ce qui semble être une ancienne orangerie à arcades de plein-cintre, mais aussi une chapelle de style assez austère.